# Бухно Єфросинія Кононівна
Єфросинія Кононівна Бухно (нар. 1905, місто Мена, тепер Чернігівської області — ?) — українська радянська діячка, лікар Макошинської сільської дільничної лікарні Менського району Чернігівської області. Депутат Верховної Ради УРСР 4—5-го скликань. 

## Біографія
Народилася у родині селянина-бідняка. Трудову діяльність розпочала санітаркою дільничної медичної амбулаторії села Блистова Менського району Чернігівщини. Закінчила школу медсестер.
У 1929—1932 роках — студентка Ленінградського фармацевтичного технікуму.
З 1932 року — завідувач аптеки села Печера Шпиківського району Вінницької області.
У 1943 році закінчила Томський медичний інститут.
У 1943—1944 роках — лікар військового госпіталю.
З 1944 року — лікар Ушнянської сільської дільничної лікарні Менського району Чернігівської області; лікар Макошинської сільської дільничної лікарні Менського району Чернігівської області.